# Marek Wrona
Marek Wrona (nascido em 31 de agosto de 1966) é um ex-ciclista profissional polonês. Ganhou a Volta à Polônia em 1989.